# Lasianthus bahorucanus
Lasianthus bahorucanus là một loài thực vật có hoa trong họ Thiến thảo. Loài này được Zanoni mô tả khoa học đầu tiên năm 1989.